# Laminacauda montevidensis
Laminacauda montevidensis é uma espécie de aranhas araneomorfas da família Linyphiidae encontrada na Argentina, Brasil e Uruguai.  Esta espécie foi descrita pela primeira vez em 1878, pelo biólogo Keyserling.